# 송탄시·평택시
송탄시·평택시는 대한민국의 옛 국회의원 선거구이다. 당시 경기도 송탄시와 평택시 지역을 관할했다.

## 역사
제13대 국회의원 선거를 앞두고 송탄시·평택군·안성군 선거구에서 분리되면서 신설되었다.
1995년 3월, 송탄시, 평택시, 평택군이 통합되면서 통합 평택시를 이루게 됨에 따라 제15대 국회의원 선거를 앞두고 평택시 갑, 평택시 을 선거구로 각각 분리되면서 폐지되었다.

## 역대 국회의원
| 선거   | 정당 | 정당       | 의원   |
| ------ | ---- | ---------- | ------ |
| 1988년 |      | 민주정의당 | 권달수 |
| 1992년 |      | 민주자유당 | 김영광 |

## 역대 선거 결과

### 대한민국 제13대 국회의원 선거
|  | 40.66% |

|  | 24.63% |

|  | 19.04% |

|  | 15.65% |

### 대한민국 제14대 국회의원 선거
|  | 41.58% |

|  | 34.16% |

|  | 24.24% |